# Presbistus affinis
Presbistus affinis is een wandelende tak uit de familie Aschiphasmatidae. De wetenschappelijke naam van deze soort is voor het eerst voorgesteld als Phasma (Ascepasma) affine door Wilhem de Haan in een publicatie uit 1842.
De soort komt voor op Java en Sabah (Borneo).